# Nogent-sur-Vernisson

Nogent-sur-Vernisson este o comună în departamentul Loiret din centrul Franței. În 1 ianuarie 2022 avea o populație de 2.571 de locuitori.